# Thomas Griesser
Thomas Georg Griesser (* 4. März 1967 in Thal SG, Schweiz) ist ein ehemaliger österreichischer Leichtathlet.

## Sportliche Karriere
Der 1,83 Meter große Thomas Griesser startete für die LG Montfort und den LLC Wien. Bei den Österreichischen Staatsmeisterschaften erlief er von 1993 bis 1995 den Titel im 200-Meter-Lauf. Nachdem er 1995 mit der 4-mal-100-Meter-Staffel von Montfort gewonnen hatte, siegte er 1999 und 2000 mit der Staffel von LLC Wien. Von 1998 bis 2000 gewann er außerdem dreimal den Titel mit der Wiener 4-mal-400-Meter-Staffel. Hinzu kam 1994 der Hallentitel über 200 Meter.
1996 bei den Olympischen Spielen in Atlanta schied er über 200 Meter mit 21,20 Sekunden im Vorlauf aus. Die 4-mal-100-Meter-Staffel mit Martin Schützenauer, Martin Lachkovics, Thomas Griesser und Christoph Pöstinger wurde in 39,80 Sekunden Vierte in ihrem Vorlauf. Mit 39,47 Sekunden konnte man das Halbfinale erreichen.
1997 bei den Hallenweltmeisterschaften in Paris-Bercy erreichte die 4-mal-400-Meter-Staffel mit Martin Lachkovics, Rafik Elouardi, Andreas Rechbauer und Thomas Griesser das Finale und belegte den fünften Platz. Im August bei den Weltmeisterschaften in Athen schieden Christoph Pöstinger, Thomas Griesser, Andreas Rechbauer und Rafik Elouardi als Neunte der Vorläufe aus. Nachdem die ursprünglichen Sieger aus den Vereinigten Staaten wegen Doping nachträglich disqualifiziert wurden, hätten die Österreicher nachträglich das Finale erreicht.